# Hollymead (Virginia)
Hollymead è un census-designated place (CDP) degli Stati Uniti d'America, situato nello stato della Virginia, nella contea di Albemarle. Secondo il censimento del 2020 gli abitanti di Hollymead ammontavano a 8 601.